# Billiers
Billiers település Franciaországban, Morbihan megyében. Lakosainak száma 1056 fő (2022. január 1.). Billiers Muzillac és Ambon községekkel határos.

## Népesség
A település népességének változása:
| Lakosok száma | 714  | 781  | 760  | 892  | 909  | 932  | 959  | 1008 | 1037 | 1056 |
|               | 1968 | 1982 | 1990 | 2006 | 2013 | 2015 | 2017 | 2019 | 2020 | 2022 |